# 충무대로
충무대로는 부산광역시 서구 암남동 부산송도해수욕장과 충무동사거리를 잇는 부산광역시의 도로이다. 본래는 충무로라하여 송도에서 보수대로 구간을 포함해 서대신동까지 이어졌으나 도로명 개편으로 암남공원로 구간이던 송도에서 송도해수욕장까지 구간이 포함되고 충무동에서 서대신동까지 구간은 보수대로로 분리되었다. 대부분의 구간이 부산광역시도 제53호선에 속하나 구 암남공원로 구간은 부산광역시도 제5301호선으로 남아 있다.

## 주요 경유지
부산광역시
- 서구 암남동 - 남부민동 - 남포동 - 충무동

## 노선
- 연한 분홍색(■): 부산광역시도 제5301호선 구간

| 이름              | 접속 노선                                                                             | 소재지            | 소재지            | 비고                         |
| 암남공원로와 직결 | 암남공원로와 직결                                                                     | 암남공원로와 직결 | 암남공원로와 직결 | 암남공원로와 직결            |
| ----------------- | ------------------------------------------------------------------------------------- | ----------------- | ----------------- | ---------------------------- |
| 부산송도해수욕장  | 송도해변로                                                                            | 부산광역시        | 서구              |                              |
| 송도 교차로       | 부산광역시도 제53호선 부산광역시도 제66호선 (감천로) 부산광역시도 제5302호선 (천마로) | 부산광역시        | 서구              | 부산광역시도 제66호선과 중복 |
| (남항대교 서단)   | 부산광역시도 제66호선                                                                 | 부산광역시        | 서구              | 부산광역시도 제66호선과 중복 |
| 부산공동어시장    |                                                                                       | 부산광역시        | 서구              |                              |
| 충무동사거리      | 부산광역시도 제61호선 (구덕로)                                                        | 부산광역시        | 서구              |                              |

## 주요 건물 및 시설
- 송도초등학교 (부산광역시 서구 충무대로 25)
- 부산송도우체국 (부산광역시 서구 충무대로 47)
- 암남치안센터 (부산광역시 서구 충무대로 80)
- 암남동주민센터 (부산광역시 서구 충무대로 83)
- 충무119안전센터 (부산광역시 서구 충무대로 186)
- 부산공동어시장 (부산광역시 서구 충무대로 202)
- 송도지구대 (부산광역시 서구 충무대로 210)
- 부산충무동우체국 (부산광역시 서구 충무대로 258)